# 東歐大草原

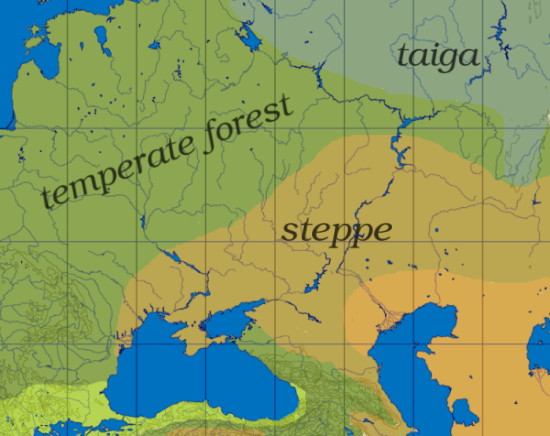
東歐大草原（　色區塊）

東歐大草原，另名黑海-里海大草原（羅馬化：Pontiysko-Kaspiyskaya stepʼ，羅馬化：Pontiisko-kaspiiskyi step），是一位於欧亚大草原西端的廣大乾草原，面積約99.4萬平方公里，介乎黑海與裏海之間，即今日烏克蘭南部、俄羅斯伏尔加联邦管区和南部聯邦管區以及哈薩克的西部。歷史上曾是斯基泰人、薩馬提亞人及钦察人多支游牧民族的發源地。目前是烏克蘭和俄羅斯的主要產糧區，供應世界上絕大部份小麥產量。